# Manasia (okręg Jałomica)
Manasia – wieś w Rumunii, w okręgu Jałomica, w gminie Manasia. W 2011 roku liczyła 4405 mieszkańców.